# День Тихоокеанского флота
День Тихоокеанского флота (или День Тихоокеанского флота ВМФ России, День рождения Тихоокеанского флота ВМФ России) — российский праздник, ежегодно отмечаемый 21 мая в честь состоявшегося 10 (21) мая 1731 года учреждения Охотского военного порта, ставшего первым постоянно действующим военно-морским подразделением России на Дальнем Востоке.
Праздник установлен приказом Главнокомандующего ВМФ России адмиралом флота Феликса Громова № 253, от 15 июля 1996 года, «О введении годовых праздников и профессиональных дней по специальности».

## История
10 (21) мая 1731 года указом императрицы Анны Иоанновны был учреждён Охотский военный порт. При нём была создана военная флотилия. Создание военного порта преследовало стратегические цели — защиту территории страны, охрану торговых путей и промыслов, отстаивание интересов Российской империи на Дальнем Востоке. До 1849 года Охотск являлся единственным русским портом на тихоокеанском побережье.
День Тихоокеанского флота установлен приказом Главнокомандующего ВМФ России адмиралом флота Ф. Н. Громова № 253, от 15 июля 1996 года, «О введении годовых праздников и профессиональных дней по специальности». Празднуется ежегодно 21 мая.

## Описание
В День Тихоокеанского флота на кораблях проходят торжественные построения личного состава и поднятие флагов расцвечивания. Центром празднования являются главная база флота — Владивосток.
Кульминацией праздника считается торжественный митинг у мемориального комплекса Боевой славы ТОФ во Владивостоке. К Вечному огню возлагают цветы, в расположенной рядом часовне проходит служба.
Одна из традиций праздника — гонка на ялах, победители которой получают кубок командующего Тихоокеанским флотом.